# Ольховая (станция метро)
«Ольхо́вая» — станция Московского метрополитена на Сокольнической линии, расположенная в районе Коммунарка (НАО) близ границы с посёлком Коммунарка у пересечении автодороги Солнцево — Бутово — Варшавское шоссе и Калужского шоссе. Получила своё название по Ольховой улице в близлежащей деревне Сосенки. Открытие состоялось 20 июня 2019 года в составе участка «Саларьево» — «Новомосковская». По конструкции — однопролётная станция мелкого заложения с островной платформой.

## История
Станция появилась на планах развития Московского метрополитена в начале 2016 года, когда проработали планы по продлению Сокольнической линии в Коммунарку: линия трассировалась вдоль строящейся автодороги Солнцево — Бутово — Варшавское шоссе до конечной станции «Коммунарка». По состоянию на июнь 2017 года на участке «Саларьево» — «Коммунарка» уже велись строительные работы, а в июле соответствующий проект продления Сокольнической линии был официально утверждён. 16 марта 2018 года на сайте госзакупок стартовал конкурс на выполнение подрядных работ по строительству участка «Саларьево» — «Столбово» к октябрю 2019 года; итоги конкурса были подведены 28 апреля. Несмотря на это, технический пуск станции состоялся 14 января 2019 года, а открытие — 20 июня этого же года.

## Расположение и вестибюли
Станция построена в Новой Москве и изначально располагалась на территории поселения Сосенское (ныне — район Коммунарка). Она расположена в 550 метрах от Ольховой улицы и жилого комплекса «Дубровка», у пересечения строящейся автомагистрали Солнцево — Бутово — Варшавское шоссе с Калужским шоссе, и имеет один действующий вестибюль, металлическая конструкция которого выполнена в форме бумажного самолёта.
Второй (южный) вестибюль законсервирован и официально является эвакуационным выходом.
В 10 минутах ходьбы от вестибюля располагается административно-деловой центр «Коммунарка», в котором расположены ключевые госорганы Новой Москвы: префектура ТиНАО, управление № 51 ФНС по Москве, отдел полиции «Коммунарский», МФЦ «Коммунарка» и проектная компания ГКУ «Москворечье», занимающаяся разработкой инфраструктурных проектов в Новой Москве. В 630 метрах от вестибюля также располагается комплекс зданий ГКБ № 40 в Коммунарке, полный перевод которой из старого комплекса на улице Касаткина был прерван распространением COVID-19 в Москве, с отдельным кварталом блоков реанимации и интенсивной терапии для больных данной инфекцией.
Станция имеет большое значение для жителей населённых пунктов Новой Москвы, расположенных вдоль Калужского шоссе.

## Архитектура и оформление
По первоначальному проекту планировалось строительство наземной крытой станции, однако позже станция была перепроектирована на подземную. Позже стало известно, что это будет однопролётная станция мелкого заложения с одной островной платформой.
Конструкция станции составляет единое целое с совмещённым одноярусным тоннелем мелкого заложения для движения поездов метро и автомобилей (дорога Солнцево — Бутово — Варшавское шоссе). Путевые стены с обеих сторон отделяют станцию от автомобильной части тоннеля. Данная конструкция не имеет аналогов в России.
В декабре 2017 года дизайн станции был утверждён Москомархитектурой, его главной особенностью стало использование архитектурного стиля оригами, приёмы которого заимствованы из одноимённого искусства. Конструкции в этом стиле украсили зал станции и её вестибюль. Основными цветами на станции были выбраны белый, жёлтый и оранжевый. Она оборудована архитектурной подсветкой. Для её отделки были использованы натуральные материалы: стены и колонны облицованы мрамором, пол — гранитом. На стене вестибюля в названии станции заглавная буква «О» была стилизована под лист ольхи, также отсылка к этому дереву имеется в дизайне скамеек на платформе.
| - Проект станции - Проект вестибюля - Оформление скамьи на станции - Название на путевой стене - Спуск на станцию - Подъём в вестибюль - Вестибюль, 2021 год |

## Наземный общественный транспорт
На этой станции можно пересесть на следующие маршруты городского пассажирского транспорта:
- Автобусы: е131, е132, е141, е142, е143, е144, е148, е151, е152, 101, 102, с122, 159, 513, 515, 577, 878, 971, 978, с999

Автобусная остановка «Метро Ольховая» для части маршрутов (например, 398 и 433) расположена непосредственно на Калужском шоссе, а не у метро. Эти маршруты изначально основаны на доступе к станции Тёплый Стан Калужско-Рижской линии.